# Alon Greenfeld

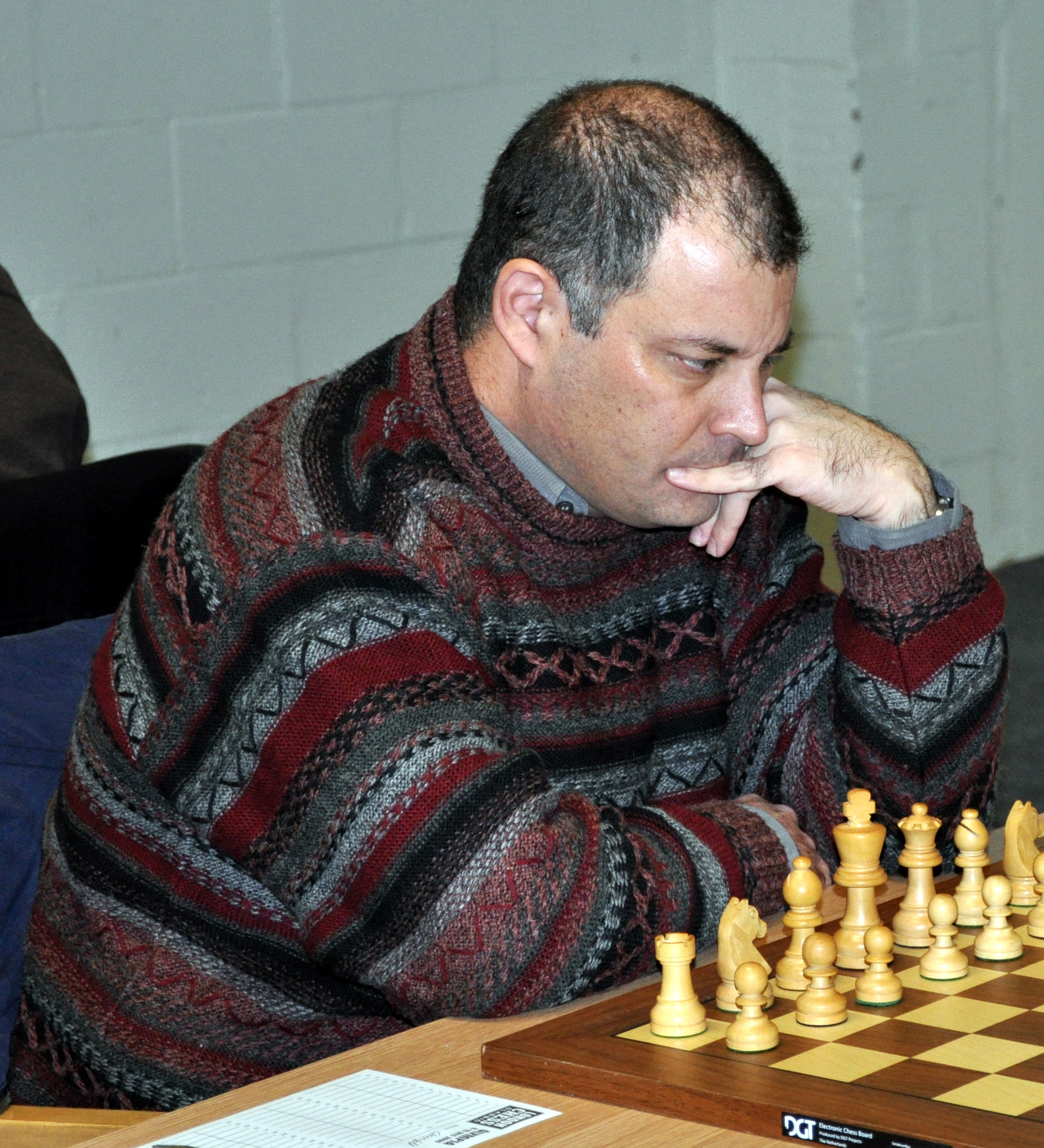
Alon Greenfeld, Londen 2010

Alon Greenfeld (Hebreeuws: אלון גרינפלד) (New York, 17 april 1964) is een Amerikaans-Israëlische schaker en trainer. Hij is sinds 1989 een grootmeester (GM). In 1984 en in 2018 was hij kampioen van Israël.
Zijn hoogste Elo-rating is 2610, bereikt in de FIDE rating-lijst van januari 1994.
In 1982 werd hij tweede op het Europees schaakkampioenschap voor junioren, achter de Deen Curt Hansen. Twee jaar later won Greenfeld het kampioenschap van Israël. Zijn beste individuele prestatie is het winnen van de Komerční banka Cup, een categorie 14 round-robintoernooi op de Trimex Open 1993 in Pardubice.
Greenfeld werd in 1983 Internationaal Meester (IM) en in 1989 grootmeester.
Als trainer was zijn bekendste pupil Emil Sutovsky.

## Nationale teams
Alon Greenfeld speelde vijf keer voor Israël in een Schaakolympiade:
- in 1982, aan het eerste reservebord bij de 25e Schaakolympiade in Lucerne (+3 −1 =3)
- in 1984, aan het 2e bord bij de 26e Schaakolympiade in Thessaloniki (+6 −1 =6)
- in 1988, aan het 1e bord bij de 28e Schaakolympiade in Thessaloniki (+4 −5 =4)
- in 1990, aan het 4e bord bij de 29e Schaakolympiade in Novi Sad (+5 −2 =4)
- in 1994, aan het 4e bord bij de 31e Schaakolympiade in Moskou (+4 −2 =3)[5]

Ook nam hij tussen 1988 en 2001 drie keer deel aan het Europees schaakkampioenschap voor landenteams.
In 2010 was hij bij de 39e Schaakolympiade captain van het Israëlische team, dat de bronzen medaille won.

## Schaakverenigingen
Zijn vereniging is de Beër Sjeva Chess Club; sinds 1984 nam hij met deze vereniging 25 keer deel aan de European Club Cup. In 1998 eindigde het team als derde, individueel behaalde hij in 2009 het beste en in 2003 het op een na beste resultaat aan het vierde bord. In Duitsland speelt Greenfeld sinds seizoen 2015/2016 voor Schachverein Lingen 1959.

## Computerschaak
Greenfeld is ook werkzaam als auteur van het openingenboek van het schaakprogramma Deep Junior.